# Charlotte Cross
Charlotte Cross (Princeton, Virginia Occidental; 1 de septiembre de 1994) es una actriz pornográfica estadounidense.

## Biografía
Charlotte Cross, nombre artístico, nació en 1994 en la ciudad de Princeton, una localidad del condado de Mercer, en Virginia Occidental. En su etapa universitaria estudió biología y sociología, con planes de convertirse en osteópata. Sus primeros trabajos fueron como asistente médica y comercial de una agencia de seguros. Tras dejarlo comenzó a realizar algunos trabajos como modelo erótica y de glamour.
A su carrera como modelo erótica decidió sumarle el de actriz pornográfica, debutando como tal en 2015, a los 21 años de edad. Dentro de la industria destacó por rodar varias escenas de temática alternativa y BDSM para la productora Kink.com. Otras productoras para las que ha trabajado han sido Hustler, Wicked Pictures, Adam & Eve, Kink.com, Evil Angel, Mile High, Digital Sin, Reality Kings, New Sensations, Devil's Film, Girlfriends Films, Zero Tolerance o Brazzers, entre otras.
En 2017 logró su primera nominación en los Premios AVN en la categoría de Mejor actuación solo / tease por Girls Next Door.
A mediados de 2018 decidió realizar un parón en su carrera como actriz y marcharse tres meses como voluntaria, dada su experiencia pasada como técnico sanitaria, a Sudáfrica.
Ha aparecido en más de 220 películas como actriz.
Otros trabajos suyos son Along For The Ride, Caught Being Naughty, Down The Hatch 28, Hardcore Pleasures 8, Messy Girls EggHeads, Perfect Natural Breasts, Spoiled Brats, Tales Of Psycho Sluts o Up My Booty 2.

## Premios y nominaciones
| Año  | Ceremonia         | Resultado | Premio                                         | Trabajo           |
| ---- | ----------------- | --------- | ---------------------------------------------- | ----------------- |
| 2017 | Premios AVN       | Nominada  | Mejor actuación solo / tease                   | Girls Next Door   |
| 2017 | Spank Bank Awards | Nominada  | Fetish Virtuoso of the Year                    | —                 |
| 2017 | Spank Bank Awards | Nominada  | Servile Sub of the Year                        | —                 |
| 2017 | Spank Bank Awards | Ganadora  | Tortured Fuck Doll of the Year                 | —                 |
| 2018 | Spank Bank Awards | Nominada  | Doctoral Degree in Dildology                   | —                 |
| 2018 | Spank Bank Awards | Nominada  | Servile Sub of the Year                        | —                 |
| 2019 | Spank Bank Awards | Nominada  | ATM Machine                                    | —                 |
| 2019 | Spank Bank Awards | Nominada  | Slutty Step Sister / Step Daughter of the Year | —                 |
| 2022 | Premios XBIZ      | Nominada  | Mejor escena de sexo en película lésbica       | Sister vs. Sister |